# Pfaffenberg (Landschaftsschutzgebiet)
Das Gebiet Pfaffenberg ist ein vom Landratsamt Tübingen am 10. November 1967 durch Verordnung ausgewiesenes Landschaftsschutzgebiet auf dem Gebiet der Stadt Rottenburg am Neckar und der Gemeinde Ammerbuch.

## Lage
Das Landschaftsschutzgebiet Pfaffenberg liegt zwischen Pfäffingen im Nordosten, Oberndorf im Nordwesten und Wendelsheim im Süden.

## Landschaftscharakter
Der Pfaffenberg ist ein Zeugenberg der Keuper-Stufe und ist größtenteils bewaldet. Dem Waldrand vorgelagert befindet sich ein Streuobstgürtel. Die Obstwiesen sind teilweise mit Trockenmauern terrassiert. Das Gebiet um den ehemaligen Steinbruch am Märchensee ist als flächenhaftes Naturdenkmal ausgewiesen und vom Landschaftsschutzgebiet ausgenommen.

## Geschichte
Das Gebiet wurde bereits am 20. Januar 1965 einstweilig sichergestellt. Das Landschaftsschutzgebiet wurde 1996 geringfügig verkleinert. Grund dafür war der Bebauungsplan „Sportgelände“ in Rottenburg-Oberndorf.

## Zusammenhängende Schutzgebiete
Das Landschaftsschutzgebiet überschneidet sich teilweise mit dem FFH-Gebiet Spitzberg, Pfaffenberg, Kochhartgraben und Neckar und umschließt das Flächenhafte Naturdenkmal Märchensee.